# Plumeta
Léonce André plus connu sous le nom de  « Plumeta  »  né le 16 septembre 1880 à Lussan (Gard), mort pour la France le 17 février 1915 à Braux-Sainte-Cohière (Marne) sur le front de Champagne, est un matador français.

## Présentation et carrière
Élevé à Saïgon où son père est fonctionnaire de l'administration des finances, la famille quitte l'Indochine après la mort du père et s'installe à Nîmes. Brillant élève au lycée, il n'en abandonne pas moins ses études pour le maniement de la cape auquel il s'initie en amateur avec quelques camarades.
Il affronte des taureaux dans les fêtes de villages, mais pour cacher ses activités à sa famille qui les désapprouve, il prend le nom de « Plumeta ».
En 1896, il fait son premier paseo avec une cuadrilla de niños. Il est très applaudi et les critiques sont élogieuses.
Il passe tout de même son baccalauréat et commence à participer à plusieurs courses à Nîmes, Lunel, Montpellier. Le 14 juillet 1899, il est engagé par la municipalité avec l'espagnol Valencia. Il se retrouve face aux bêtes du marquis que Baroncelli-Javon, lequel a réintroduit, du sang espagnol dans sa manade. Les animaux, très armés, avec des cornes en pointes sont réputés pour mettre tous les toreros en péril. Le deuxième toro est une catastrophe aussi bien pour les banderilleros que pour les peones. Il accroche Plumeta, le reprend au sol et le jette en l'air. Plumeta revient le 13 août suivant, puis en septembre, mais ses prestations sont toutes mauvaises. Il se retire le premier octobre de la même année.

## Le militaire et le revistero
Engagé dans l'infanterie coloniale à Madagascar, Plumeta réintègre l'école d'officier de Saint-Maixent d'où il sort avec le grade de sous-lieutenant envoyé à Perpignan, ce qui lui laisse tout loisir d'assister à des corridas et de rédiger des chroniques taurines. Il devient l'un des notateurs de l'Association de la presse taurine française.
Plumeta rédige aussi un livre de présentation détaillée de la tauromachie : La Tauromachie moderne, 1913, imprimerie Régionale Nîmes,,, dans lequel les matadors trouvent de précieux conseils, notamment lorsqu'il s'agit de cadrer le taureau.

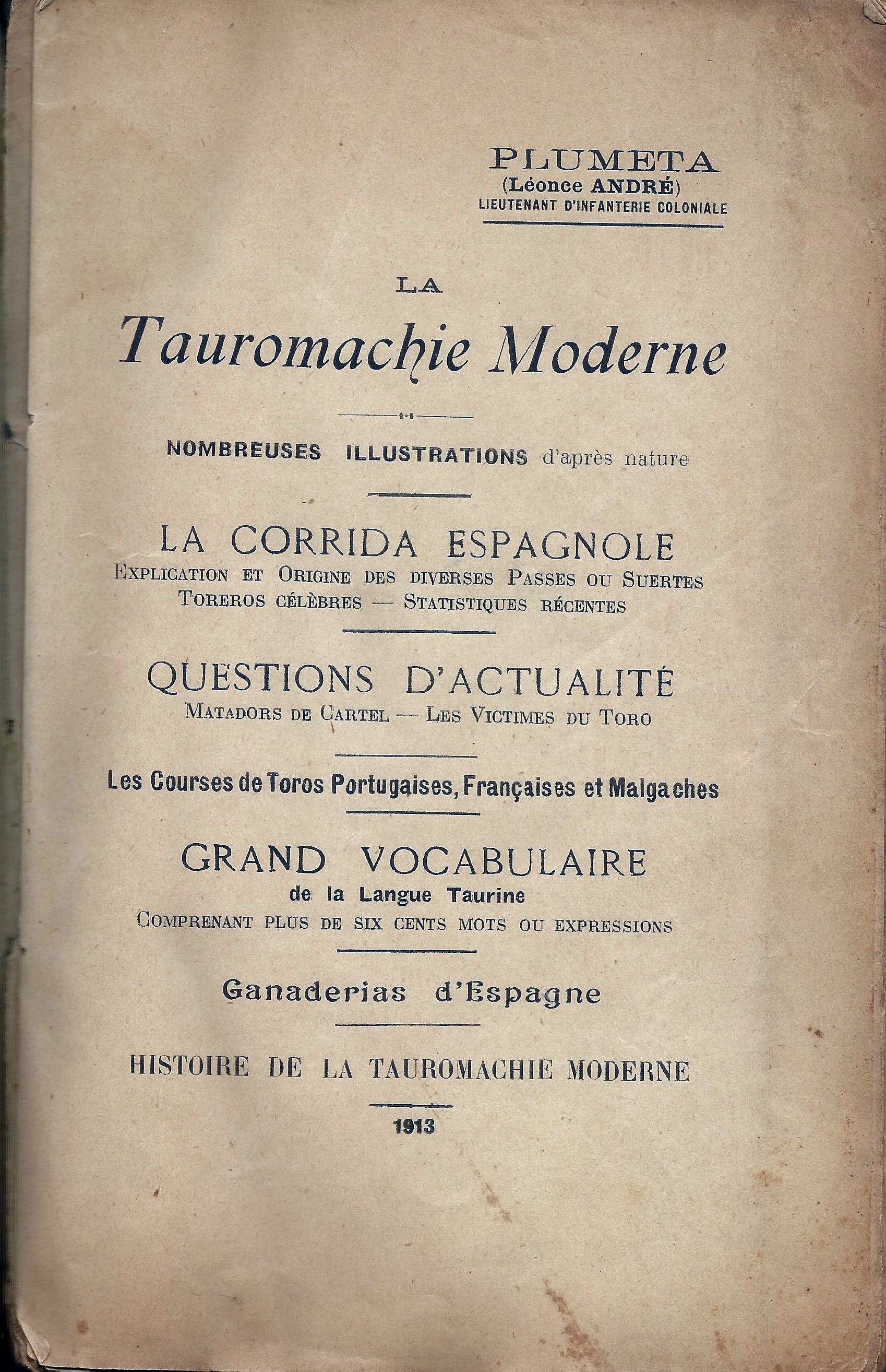
Page de garde de "La tauromachie moderne"

Lors d'une entrevue, il donne son avis sur l'estocade. Disparu très tôt, Plumeta n'a pas eu le temps de transmettre toutes ses connaissances à la génération future.